# Sicya truncataria
Sicya truncataria là một loài bướm đêm trong họ Geometridae.